# Ogasawara, Tokyo
Ogasawara (小笠原村 Ogasawara-mura) là làng thuộc phó tỉnh Ogasawara, thủ đô Tokyo, Nhật Bản. Tính đến ngày 1 tháng 10 năm 2020, dân số ước tính của làng là 2.929 người và mật độ dân số là 27 người/km2. Tổng diện tích ngôi làng là 106,9 km2.